# Cyrtanthus sanguineus
Cyrtanthus sanguineus är en amaryllisväxtart som först beskrevs av John Lindley, och fick sitt nu gällande namn av Wilhelm Gerhard Walpers. Cyrtanthus sanguineus ingår i släktet Cyrtanthus, och familjen amaryllisväxter. IUCN kategoriserar arten globalt som livskraftig.

## Underarter
Arten delas in i följande underarter:
- C. s. ballyi
- C. s. minor
- C. s. salmonoides
- C. s. sanguineus
- C. s. wakefieldii